# Бягството на пилето
„Бягството на пилето“ (на английски: Chicken Run) е стоп моушън анимационен филм от 2000 г., продуциран от британското студио Aardman Animations в партньорство на американското студио DreamWorks Animation и френското студио Pathé. Пълнометражния филм на студиото е режисиран е от Питър Лорд и Ник Парк, по сценарий на Кейри Къркпатрик по идея на Лорд и Парк. Главния озвучаващ състав се състои от Джулия Савала, Мел Гибсън, Тони Хейгърт, Миранда Ричардсън, Фил Даниелс, Лин Фъргюсън, Тимъти Спол, Имелда Стонтън и Бенджамин Уитроу. Сюжетът е съсредоточен върху група пилета, които виждат петел на име Роки като единствената им надежда да избягат от фермата, когато собствениците им се подготвят да ги превърнат в пилешки пайове.
„Бягството на пилето“ спечели над 224 милиона долара, превръщайки се в най-касовия стоп моушън анимационен филм в историята. Продължението е в процес на разработка.

## Сюжет
Пилетата живеят във ферма, управлявана от семейство Туиди. Те се опитват да избягат, но винаги са хванати. Разочарована от незначителните и намаляващи печалби, които генерира фермата, г-жа Туиди създава идея да превърне фермата в автоматизирано производство и да има машина за пай в плевнята, за да превърне пилетата в месни пайове. Един ден Джинджър, водачът на пилетата, наблюдава как американски петел на име Роки Роудс се приземява във фермата, след като е прострелян от цирково оръдие. Джинджър и пилетата го крият от Туиди. Джинджър, интересуваща се от летателните способности на Роки, го моли да помогне да научи нея и пилетата да летят. Междувременно Роки им дава уроци за обучение, докато господин Туиди изгражда машината за пай. По-късно Роки прави парти и Джинджър настоява да им покаже да летят на следващия ден, но г-н Туиди приключва с изобретяването на машината за пай и поставя Джинджър в нея за тест. Роки спасява Джинджър, като им дава време да предупредят останалите за плана на Туиди да ги направи на пайове и само кратко време за бягството им.
На следващия ден Джинджър открива, че Роки е избягал, оставяйки след себе си част от плакат, който го показва като каскадьорски петел, изстрелян от оръдие от цирк и неспособен да лети сам, депресирайки Джинджър и останалите. Петелът Фаулър се опитва да ги развесели, като разказва истории за това, че е талисман на авиацията, което навежда на Джинджър идеята да създаде самолет за бягство от фермата. Пилетата сглобяват части за самолета, тъй като г-жа Туиди настоява г-н Туиди да събере всички пилета, за да ги сложи в машината, но когато той влезе, пилетата атакуват г-н Туиди, оставяйки го вързан и запушен, докато завършват самолета. Роки се връща и се присъединява към тях, но докато излита, г-жа Туиди ги преследва и се изкачва по нишка светлини, докато Джинджър се надпреварва да я откъсне, успявайки да отреже нишката, изпращайки г-жа Туиди в машината за пай, което я кара да експлодира. Пилетата продължават своя полет към свободата и намират остров, където се наслаждават на свободата си, а Джинджър и Роки започват връзка.

## Актьорски състав
- Джулия Савала – Джиндър, кокошка, която е решена да спаси своите пилета от предстоящата гибел във фермата на Туиди. Тя обикновено е тази, която измисля идеи и обикновено е по-интелигентна от останалите пилета.
- Мел Гибсън – Роки Роудс, спокоен американски цирков петел, който катастрофира във фермата и учи пилетата да летят по молба на Джинджър.
- Миранда Ричардсън – мисис Туиди, алчна и озлобена дама, която решава да превърне фермата си във фабрика за пайове с пилешки манджи само по парични причини.
- Тони Хейгърт – мистър Туиди, съпругът на г-жа Туиди. Той е жесток с пилетата и въпреки неразумността си, по-подозрителен от жена си към плановете им за бягство, правилно определяйки Джинджър като техен лидер.
- Бенджамин Уитроу – Фаулър, свиреп възрастен петел, който редовно бърбори за своите преживявания на Кралските военновъздушни сили.
- Тимъти Спол – Ник, циничен, пристрастен плъх, който внася контрабанда в комплекса.
- Фил Даниелс – Фетчър, плъх, който е тънкият, бавен партньор на Ник.
- Джейн Хорокс – Бабс, най-дебелата от пилетата. Тя е силна кокошка с мъдра невинност и любов към плетенето.
- Имелда Стонтън – Бънти, шампионка с яйчен слой и групов циничка, който е най-скептична към плановете за бягство на Джинджър.
- Лин Фъргюсън – Мак, гениалният шотландски асистент на Джинджър.

## В България
В България филмът излиза по кината на 29 декември 2000 г. от Съни филмс.
На 11 юли 2001 г. е издаден на VHS от Александра Видео. Дублажът е войсоувър на Александра Аудио.
| Роля         | Изпълнител        |
| ------------ | ----------------- |
| Джинджър     | Елена Саръиванова |
| Роки         | Николай Пърлев    |
| Мисис Туиди  | Татяна Петрова    |
| Мистър Туиди | Петър Върбанов    |
| Фаулър       | Петър Евангелатов |
| Ник          | Кирил Бояджиев    |
| Фетчър       | Николай Николов   |
| Бабс         | Ралица Ковачева   |
| Бънти        | Светлана Смолева  |

| Превод      | Христо Христов                             |
| Тонрежисьор | Стамен Янев Димитър Михайлов Николай Вътов |

На 9 август 2025 г. е излъчен по Viasat Kino с дублаж на Медиа Линк. Екипът се състои от:
| Озвучаващи артисти  | Яна Огнянова Йорданка Илова Василка Сугарева Даниел Цочев Николай Николов |
| Преводач            | Райка Цветкова                                                            |
| Тонрежисьор         | Стамен Янев                                                               |
| Режисьор на дублажа | Илияна Накова                                                             |